# Giuseppe Golinelli
Giuseppe Golinelli (Bagnara di Romagna, 14 dicembre 1920 – Venezia, 19 ottobre 2004) è stato un politico, partigiano e sindacalista italiano, eletto nella III e IV legislatura alla Camera dei deputati.

## Biografia
Sottotenente del Regio Esercito viene inviato sul fronte jugoslavo allo scoppio della seconda guerra mondiale. Dopo la firma dell'Armistizio, Golinelli entra attivamente nel movimento di Resistenza in Emilia-Romagna. In quegli anni aderisce al Partito Comunista d'Italia in clandestinità prima e al PCI al termine del conflitto.
Trasferitosi a Venezia, si impegna a livello sindacale e dal 1950 al 1963 è segretario generale della camera del lavoro CGIL veneziana. 
Candidato alle elezioni politiche del 1958 dal PCI, subentra, come primo dei non eletti al defunto collega Umberto Sannicolò e riconfermato alle successive del 1963, rimane in carica a Montecitorio fino al 1968. La sua proposta di legge, presentata con il democristiano Vincenzo Gagliardi, espande il porto di Marghera. A Venezia dove ricopre l'incarico di consigliere e assessore comunale nel 1958 e nel 1975, e segretario provinciale veneziano del PCI dal 1968 al 1970
Negli ultimi anni è attivo nell'ANPI di Mestre e in quello della provincia di Venezia. 
Muore all'età di 83 anni nell'autunno del 2004.